# Zsolt Korcsmár
Zsolt Korcsmár (Komló, 9 januari 1989) is een Hongaars voormalig voetballer die doorgaans speelde als centrale verdediger. Tussen 2005 en 2022 was hij actief voor Újpest, SK Brann, Greuther Fürth, Vasas Boedapest, FC Midtjylland en Os Turnforening. Korcsmár maakte in 2011 zijn debuut in het Hongaars voetbalelftal en kwam uiteindelijk tot zesentwintig interlandoptredens.

## Clubcarrière
Korcsmár debuteerde op 22 april 2006 als speler van Újpest in de Nemzeti Bajnokság tijdens een met 7–0 gewonnen thuiswedstrijd tegen Budapest Honvéd. In 2010 speelde de Hongaar een tijdje op huurbasis bij het Noorse SK Brann, dat hem later ook definitief overnam van Újpest. Na twee jaar bij de Tippeligaen-club werd hij overgenomen door Greuther Fürth, dat gedegradeerd was naar de 2. Bundesliga. Begin 2016 keerde Korcsmár terug naar Hongarije, waar hij ging spelen voor Vasas Boedapest. Anderhalf jaar later trok het Deense FC Midtjylland de Hongaar aan. Os Turnforening werd medio 2020 de nieuwe club van Kórcsmar, die transfervrij was vertrokken bij Midtjylland. Begin 2022 zette Korcsmár op tweeënderrigjarige leeftijd een punt achter zijn actieve loopbaan.

## Interlandcarrière
Korcsmár debuteerde in het Hongaars voetbalelftal op 10 augustus 2011. Op die dag werd een vriendschappelijke wedstrijd tegen IJsland met 4–0 gewonnen door doelpunten van Vladimir Koman, Gergely Rudolf, Balázs Dzsudzsák en Ákos Elek. De verdediger mocht van bondscoach Sándor Egervári in de basis beginnen en hij speelde het gehele duel mee.
| Interlands van Zsolt Korcsmár voor Hongarije | Interlands van Zsolt Korcsmár voor Hongarije | Interlands van Zsolt Korcsmár voor Hongarije | Interlands van Zsolt Korcsmár voor Hongarije | Interlands van Zsolt Korcsmár voor Hongarije | Interlands van Zsolt Korcsmár voor Hongarije | Interlands van Zsolt Korcsmár voor Hongarije |
| №                                            | Datum                                        | Wedstrijd                                    | Uitslag                                      | Competitie                                   | Goals                                        |                                              |
| Als speler bij SK Brann                      | Als speler bij SK Brann                      | Als speler bij SK Brann                      | Als speler bij SK Brann                      | Als speler bij SK Brann                      | Als speler bij SK Brann                      | Als speler bij SK Brann                      |
| -------------------------------------------- | -------------------------------------------- | -------------------------------------------- | -------------------------------------------- | -------------------------------------------- | -------------------------------------------- | -------------------------------------------- |
| 1                                            | 10 augustus 2011                             | Hongarije – IJsland                          | 4 – 0                                        | Vriendschappelijk                            |                                              |                                              |
| 2                                            | 2 september 2011                             | Hongarije – Zweden                           | 2 – 1                                        | EK 2012 kwalificatie                         |                                              |                                              |
| 3                                            | 6 september 2011                             | Moldavië – Hongarije                         | 0 – 2                                        | EK 2012 kwalificatie                         |                                              |                                              |
| 4                                            | 11 oktober 2011                              | Hongarije – Finland                          | 0 – 0                                        | EK 2012 kwalificatie                         |                                              |                                              |
| 5                                            | 11 november 2011                             | Hongarije – Liechtenstein                    | 5 – 0                                        | Vriendschappelijk                            |                                              |                                              |
| 6                                            | 29 februari 2012                             | Hongarije – Bulgarije                        | 1 – 1                                        | Vriendschappelijk                            |                                              |                                              |
| 7                                            | 1 juni 2012                                  | Tsjechië – Hongarije                         | 1 – 2                                        | Vriendschappelijk                            |                                              |                                              |
| 8                                            | 4 juni 2012                                  | Hongarije – Ierland                          | 0 – 0                                        | Vriendschappelijk                            |                                              |                                              |
| 9                                            | 15 augustus 2012                             | Hongarije – Israël                           | 1 – 1                                        | Vriendschappelijk                            |                                              |                                              |
| 10                                           | 7 september 2012                             | Andorra – Hongarije                          | 0 – 5                                        | WK 2014 kwalificatie                         |                                              |                                              |
| 11                                           | 11 september 2012                            | Hongarije – Nederland                        | 1 – 4                                        | WK 2014 kwalificatie                         |                                              |                                              |
| 12                                           | 12 oktober 2012                              | Estland – Hongarije                          | 0 – 1                                        | WK 2014 kwalificatie                         |                                              |                                              |
| 13                                           | 16 oktober 2012                              | Hongarije – Turkije                          | 3 – 1                                        | WK 2014 kwalificatie                         |                                              |                                              |
| 14                                           | 14 november 2012                             | Hongarije – Noorwegen                        | 0 – 2                                        | Vriendschappelijk                            |                                              |                                              |
| 15                                           | 6 februari 2013                              | Hongarije – Wit-Rusland                      | 1 – 1                                        | Vriendschappelijk                            |                                              |                                              |
| 16                                           | 22 maart 2014                                | Hongarije – Roemenië                         | 2 – 2                                        | WK 2014 kwalificatie                         |                                              |                                              |
| 17                                           | 26 maart 2013                                | Turkije – Hongarije                          | 1 – 1                                        | WK 2014 kwalificatie                         |                                              |                                              |
| 18                                           | 6 juni 2013                                  | Hongarije – Koeweit                          | 1 – 0                                        | Vriendschappelijk                            |                                              |                                              |
| Als speler bij Greuther Fürth                |                                              |                                              |                                              |                                              |                                              |                                              |
| 19                                           | 14 augustus 2013                             | Hongarije – Tsjechië                         | 1 – 1                                        | Vriendschappelijk                            |                                              |                                              |
| 20                                           | 6 september 2014                             | Roemenië – Hongarije                         | 3 – 0                                        | WK 2014 kwalificatie                         |                                              |                                              |
| 21                                           | 11 oktober 2013                              | Nederland – Hongarije                        | 8 – 1                                        | WK 2014 kwalificatie                         |                                              |                                              |
| 22                                           | 15 oktober 2013                              | Hongarije – Andorra                          | 2 – 0                                        | WK 2014 kwalificatie                         |                                              |                                              |
| 23                                           | 7 juni 2014                                  | Hongarije – Kazachstan                       | 3 – 0                                        | Vriendschappelijk                            |                                              |                                              |
| 24                                           | 11 oktober 2014                              | Roemenië – Hongarije                         | 1 – 1                                        | EK 2016 kwalificatie                         |                                              |                                              |
| Als speler bij FC Midtjylland                |                                              |                                              |                                              |                                              |                                              |                                              |
| 25                                           | 9 november 2017                              | Luxemburg – Hongarije                        | 2 – 1                                        | Vriendschappelijk                            |                                              |                                              |
| 26                                           | 14 november 2017                             | Hongarije – Costa Rica                       | 1 – 0                                        | Vriendschappelijk                            |                                              |                                              |

## Erelijst
| Superligaen | 2 | 2017/18, 2019/20 |